# Дебни, Джон
Джон С. Дебни (англ. John C. Debney; род. 18 августа 1956) — американский кинокомпозитор. Лауреат прайм-таймовой премии «Эмми» (1991, 1994, 1997); номинировался на «Оскар» за музыку к фильму Мела Гибсона «Страсти Христовы» и ряд других наград.

## Жизнь и карьера
Джон Дебни родился и вырос в Глендейле (Калифорния) в семье продюсера «Disney Studios» Луиса Дебни («Зорро», «Клуб Микки Мауса»). С шести лет начал играть на гитаре, был участником студенческой рок-группы. Окончил Калифорнийский институт искусств в 1979 году. Дебютировал в кино как актёр в эпизодической роли студента Джона в фильме «Самый сильный человек в мире» (1975).
С 1980 года пишет музыку к фильмам и телесериалам. Из ранних удачных саундтреков выделяются работы в фильмах и сериалах «Щенок по кличке Скуби-Ду», «Звёздный путь: Глубокий космос 9»,
«Фокус-покус».
Зарекомендовал себя зрелым мастером композиции в фильмах «Лжец, лжец» (1997), «Похождения императора» (2000), «Брюс Всемогущий» (2003), «Эльф» (2003), «Страсти Христовы» (2004, номинация «Оскар», 2005), «Знакомьтесь: Дэйв» (2008).
Джон Дебни — один из самых популярных композиторов и дирижёров Голливуда. В 2005 году удостоен премии ASCAP за достижения в области музыки.

## Фильмография
| Год           | Название фильма                               | Примечания                                                                 |
| ------------- | --------------------------------------------- | -------------------------------------------------------------------------- |
| 1987          | «Дикая парочка»                               |                                                                            |
| 1988          | «Семь часов до приговора»                     |                                                                            |
| 1993          | «Стрелок»                                     |                                                                            |
| 1993          | «Фокус-покус»                                 |                                                                            |
| 1993          | «Белый Клык 2: Легенда о белом волке»         |                                                                            |
| 1995          | «Внезапная смерть»                            |                                                                            |
| 1995          | «Остров Головорезов»                          |                                                                            |
| 1996          | «Доктор Кто»                                  |                                                                            |
| 1997          | «Я знаю, что вы сделали прошлым летом»        |                                                                            |
| 1997          | «Лжец, лжец»                                  | с Джеймсом Ньютоном Ховардом                                               |
| 1998          | «Поли»                                        |                                                                            |
| 1999          | «Мой любимый марсианин»                       |                                                                            |
| 1999          | «Инспектор Гаджет»                            |                                                                            |
| 1999          | «Конец света»                                 |                                                                            |
| 2000          | «Дублёры»                                     |                                                                            |
| 2000          | «Похождения императора»                       |                                                                            |
| 2000          | «Голубая кровь»                               | с Джули Эндрюс                                                             |
| 2000          | «Агент по кличке Спот»                        |                                                                            |
| 2001          | «Сердцеедки»                                  | с Дэнни Эльфманом                                                          |
| 2001          | «Кошки против собак»                          |                                                                            |
| 2001          | «Джимми Нейтрон, вундеркинд»                  |                                                                            |
| 2001          | «Дети шпионов»                                | с Дэнни Эльфманом, Los Lobos, Робертом Родригесом, Гарри Грегсон-Уильямсом |
| 2001          | «Дневники принцессы»                          |                                                                            |
| 2002          | «Смокинг»                                     |                                                                            |
| 2002          | «Дети шпионов 2»                              | с Робертом Родригесом                                                      |
| 2002          | «Снежные псы»                                 |                                                                            |
| 2002          | «Стрекоза»                                    |                                                                            |
| 2002          | «Царь скорпионов»                             |                                                                            |
| 2003          | «Мост»                                        |                                                                            |
| 2003          | «Цыпочка»                                     |                                                                            |
| 2003          | «Эльф»                                        |                                                                            |
| 2003          | «Брюс Всемогущий»                             |                                                                            |
| 2004          | «Добро пожаловать в Лосиную бухту»            |                                                                            |
| 2004          | «Десять ярдов»                                |                                                                            |
| 2004          | «Модная мамочка»                              |                                                                            |
| 2004          | «Рождество с Крэнками»                        |                                                                            |
| 2004          | «Дневники принцессы 2»                        |                                                                            |
| 2004          | «Человек-паук 2»                              | с Дэнни Эльфманом                                                          |
| 2004          | «Страсти Христовы»                            | номинация на «Оскар»                                                       |
| 2005          | «Оптом дешевле 2»                             |                                                                            |
| 2005          | «Приключения Шаркбоя и Лавы»                  | с Грэмом Ревеллом, Робертом Родригесом                                     |
| 2005          | «Лысый нянька»                                |                                                                            |
| 2005          | «Затура: Космическое приключение»             |                                                                            |
| 2005          | «Цыплёнок Цыпа»                               |                                                                            |
| 2005          | «Город грехов»                                | с Робертом Родригесом, Грэмом Ревеллом                                     |
| в Шаблон:Кино | «Гроза муравьёв»                              |                                                                            |
| в Шаблон:Кино | «Рога и копыта»                               |                                                                            |
| 2007          | «Крутая Джорджия»                             |                                                                            |
| 2007          | «Человек-паук 3»                              | с Кристофером Янгом, Дэнни Эльфманом                                       |
| 2007          | «Эван Всемогущий»                             |                                                                            |
| 2008          | «На трезвую голову»                           |                                                                            |
| 2008          | «Знакомьтесь: Дэйв»                           |                                                                            |
| 2008          | «Девушка моего лучшего друга»                 |                                                                            |
| 2008          | «Мумия: Гробница императора драконов»         | с Рэнди Эдельманом                                                         |
| 2009          | «Отель для собак»                             |                                                                            |
| 2009          | «Ханна Монтана: Кино»                         |                                                                            |
| 2009          | «Пришельцы на чердаке»                        |                                                                            |
| 2009          | «Забрасывая камнями Сорайи М.»                |                                                                            |
| 2009          | «Так себе каникулы»                           |                                                                            |
| 2010          | «День святого Валентина»                      |                                                                            |
| 2010          | «Хищники»                                     | с Аланом Сильвестри                                                        |
| 2010          | «Железный человек 2»                          |                                                                            |
| 2010          | «Мачете»                                      | с Chingon                                                                  |
| 2010          | «Медведь Йоги»                                |                                                                            |
| 2011          | «Больше чем секс»                             |                                                                            |
| 2011          | «Хочу как ты»                                 |                                                                            |
| 2011          | «Двойной агент»                               |                                                                            |
| 2011          | «Дом грёз»                                    |                                                                            |
| 2011          | «Старый Новый год»                            |                                                                            |
| 2012          | «Тысяча слов»                                 |                                                                            |
| 2012          | «Три балбеса»                                 |                                                                            |
| 2012          | «Хэтфилды и Маккои»                           | с Тони Моралесом                                                           |
| 2012          | «Я, Алекс Кросс»                              |                                                                            |
| 2013          | «Джобс: Империя соблазна»                     |                                                                            |
| 2013          | «Тревожный вызов»                             |                                                                            |
| 2014          | «Гудини»                                      |                                                                            |
| 2014          | «День драфта»                                 |                                                                            |
| 2014          | «Блондинка в эфире»                           |                                                                            |
| 2014          | «Обитель проклятых»                           |                                                                            |
| 2014          | «Сапожник»                                    |                                                                            |
| 2015          | «Губка Боб в 3D»                              |                                                                            |
| 2016          | «Книга джунглей»                              |                                                                            |
| 2016          | «Ледниковый период 5: Столкновение неизбежно» |                                                                            |
| 2016          | «Несносные леди»                              |                                                                            |
| 2016          | Лига богов                                    |                                                                            |
| 2017          | Натянутая проволока                           |                                                                            |
| 2017          | В гостях у Элис                               |                                                                            |